# アブドゥラ・フクム駅
アブドゥラ・フクム駅（アブドゥラ・フクムえき、マレー語:Stesen Abdullah Hukum）はマレーシアのクアラルンプールにある、ラピドKLクラナ・ジャヤ線とマレー鉄道KTMコミューターポート・クラン線の駅｡

## 歴史
- 1998年9月1日 - クラナ・ジャヤ線の駅が開業。
- 2018年10月28日 - ポート・クラン線の駅が開業[1]。

## 駅構造

### ラピドKL
相対式ホーム2面2線をもつ高架駅である。

### マレー鉄道
単式ホーム1面1線と島式ホーム1面2線、合計2面3線のホームを有する地上駅である。

## 駅周辺
- KLエコシティ（英語版、マレー語版）
- テナガ・ナショナル
- ミッドバレーメガモール
- ミッド・バレー駅（KTMコミュータースレンバン線）

## 隣の駅
ラピドKL
5 クラナ・ジャヤ線
バンサー駅 (KJ16) - アブドゥラ・フクム駅 (KJ17) - クリンチ駅 (KJ18)
マレー鉄道
2 ポート・クラン線（KTMコミューター）
KLセントラル駅 (KA01) - アブドゥラ・フクム駅(KD01) - アンカサプリ駅 (KD02)